# Rouvrel
Rouvrel là một xã ở tỉnh Somme, vùng Hauts-de-France, Pháp.
Diện tích xã này là 7,16  km². Xã Rouvrel có cự ly khoảng 10 dặm Anh về phía nam của Amiens.

## Dân số
| 1962                                                         | 1968 | 1975 | 1982 | 1990 | 1999 |
| ------------------------------------------------------------ | ---- | ---- | ---- | ---- | ---- |
| 196                                                          | 201  | 204  | 206  | 211  | 238  |
| Số liệu điều tra dân số từ năm 1962, dân số không tính trùng |      |      |      |      |      |

## Địa điểm nổi bật

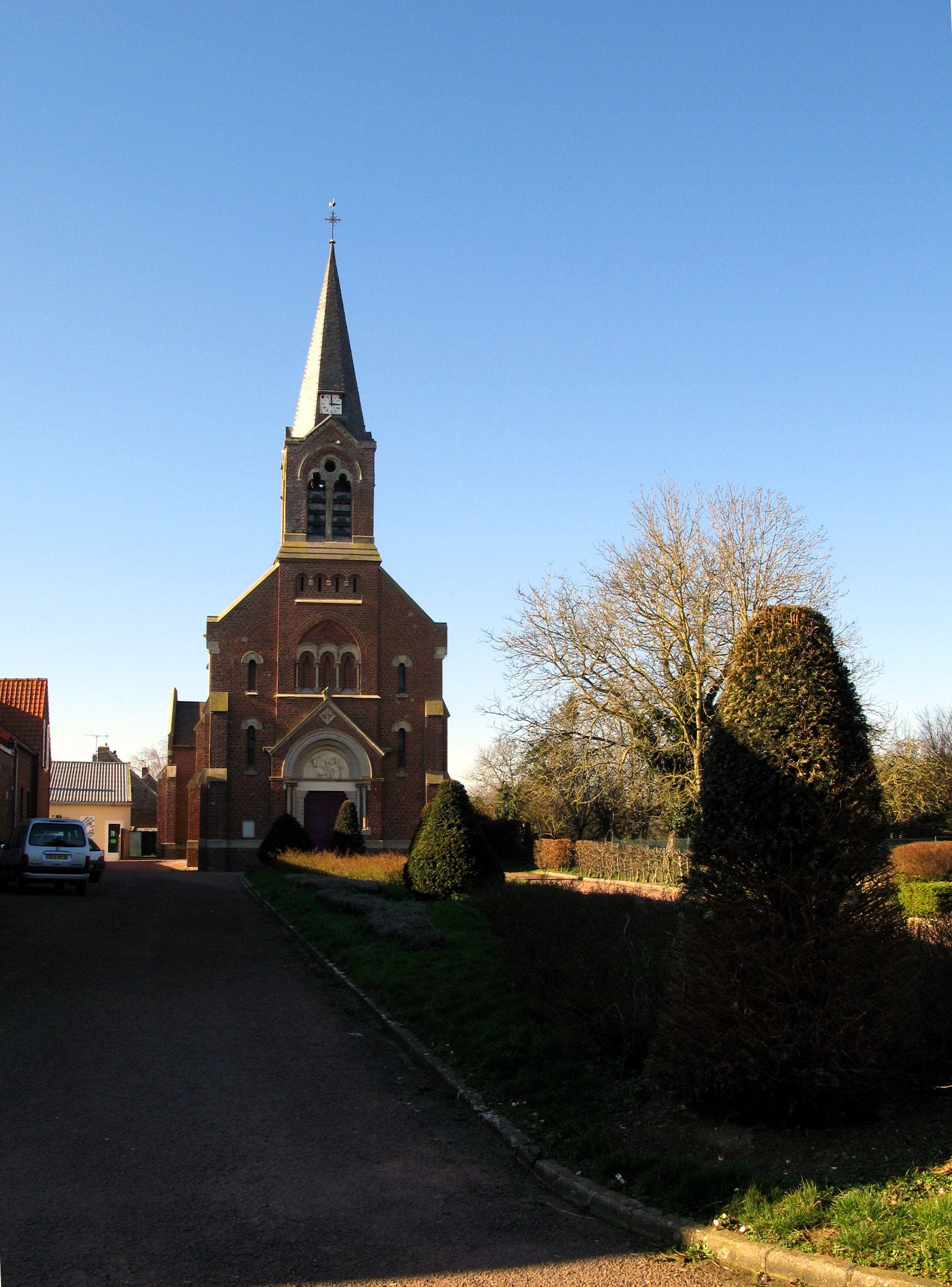
Nhà thờ tại Rouvrel

- The church